# Svinja bradavičarka
Navadna svinja bradavičarka (znanstveno ime Phacochoerus africanus) je divji član družine prašičev (Suidae), ki jo najdemo na travniku, v savani in gozdu v podsaharski Afriki. V preteklosti so jo običajno obravnavali kot podvrsto P. aethiopicus, danes pa je to znanstveno ime omejeno na puščavsko svinjo bradavičarko v severni Keniji, Somaliji in vzhodni Etiopiji.

## Povrste
- Nolan svinja bradavičarka (P. a. africanus) Johann Friedrich Gmelin, 1788 – Burkina Faso, Slonokoščena obala, Vzhodni Kongo, Etiopija, Gana, Gvineja Bissau, Čad, Mavretanija, Nigerija, Senegal, Sudan
- Eritrejska svinja bradavičarka  (P. a. aeliani) Philipp Jakob Cretzschmar, 1828 – Eritreja, Etiopija, Džibuti, Somalija
- Centralnoafriška svinja bradavičarka  (P. a. massaicus) Einar Lönnberg, 1908 – Kenija, Tanzanija
- Južna svinja bradavičarka  (P. a. sundevallii) Lönnberg, 1908 – Angola, Bocvana, Namibija, Republika Južna Afrika, Zimbabve

- Južna svinja bradavičarka P. a. sundevallii
samica, Južna Afrika
- Nolan svinja bradavičarka P. a. africanus
Senegal
- Eritrejska svinja bradavičarka P. a. aeliani
Etiopija

## Opis
Navadna svinja bradavičarka je srednje velika vrsta z dolžino glave in telesa od 0,9 do 1,5 metra in višino ramen od 63,5 do 85 cm. Samice, težke od 45 do 75 kilogramov so običajno nekoliko manjše in lažje od samcev, od 60 do 150 kg. Svinjo bradavičarko prepoznamo po dveh parih oklov, ki štrlita iz ust in se ukrivljata navzgor. Spodnji par, ki je veliko krajši od zgornjega para, postane oster kot britev z drgnjenjem ob zgornji par vsakič, ko odpre in zapre gobec. Zgornji pasji zobje lahko zrastejo do 25,5 cm v dolžino in imajo širok eliptični prerez, približno 4,5 cm globok in 2,5 cm širok. Okel se bo ukrivil za 90° ali več od korenine in ne bo ležal na mizi, saj se med rastjo nekoliko ukrivi nazaj. Okle ne uporabljajo za kopanje , ampak za boj z drugimi prašiči in za obrambo pred plenilci – spodnji sklop lahko povzroči hude rane.
Slonovina navadne svinje bradavičarke je vzeta iz nenehno rastočih pasjih zob. Okli, zlasti zgornji sklop, delujejo na enak način kot slonovi, le da so pomanjšani. Okle se izrezujejo predvsem za turistično trgovino v vzhodni in južni Afriki.
Glava navadne svinje bradavičarke je velika, s grivo navzdol po hrbtenici do sredine hrbta. Redke dlake pokrivajo telo. Njena barva je običajno črna ali rjava. Repi so dolgi in se končajo s čopom dlake. Navadne svinje bradavičarke nimajo podkožne maščobe,  dlaka je redka, zaradi česar so dovzetne za ekstremne temperature.

## Ekologija
Navadna bradavičarka je edina vrsta prašičev, ki se je prilagodila pašnim in savanskim habitatom. Je vsejeda, hrana je sestavljena iz trav, korenin, jagodičevja in drugega sadja, lubja, gliv, žuželk, jajc in mrhovine. Prehrana je sezonsko spremenljiva, odvisno od razpoložljivosti različnih živil. V mokrih sezonah se svinje bradavičarke pasejo na kratkih travah. V sušnem obdobju se prehranjujejo s čebulicami, koreninicami in hranljivimi koreninami.
Svinje bradavičarke so močni kopači, ki uporabljajo tako gobce kot noge. Pri hranjenju pogosto upognejo sprednja stopala nazaj in se premikajo po zapestjih. Žuljaste blazinice, ki ščitijo zapestja med takšnim gibanjem, se oblikujejo precej zgodaj v razvoju ploda. Čeprav si lahko sami kopljejo brloge, pogosto zasedajo zapuščene brloge podzemskh svinjk in drugih živali. Navadna svinja bradavičarka se običajno obrne v jami, z glavo obrnjeno proti odprtini in je pripravljena, da izbruhne, če je potrebno. Rade se bodo valjale v blatu, da bi se ohladile od visokih temperatur in se stiskale skupaj pri nizkih temperaturaa.
Čeprav se lahko borijo (samci se med sezono parjenja med seboj agresivno borijo), je primarna obramba navadne svinje bradavičarke, da pobegne s hitrim šprintom. Ko so ogrožene, lahko tečejo s hitrostjo do 48 km/h, tečejo z dvignjenim repom in najprej vstopijo v svoj brlog ritensko z okli obrnjenimi navzven. Glavni plenilci svinje bradavičarke so ljudje, levi, leopardi, gepardi, krokodili, hijenski psi in hijene. Ptice ujede, kot so Verreauxova sova ali orlovski vir (Bubo lacteus) in afriški orel (Polemaetus bellicosus), jih včasih plenijo. Če pa ima samica mladiče, jih bo branila zelo agresivno. Občasno so jih opazili, ko napadajo in celo ranijo velike plenilce. Opažene so bile tudi ko so pasatim mungosom in opicam omogočile, da jih negujejo in  odstranijo klope.

## Socialno vedenje inrazmnoževanje
Navadne svinje bradavičarke niso teritorialne, ampak zasedajo domače območje. Živijo v skupinah. Samice živijo v skupinah s svojimi mladiči in z drugimi samicami. Samice po navadi ostanejo v svojih natalnih skupinah, medtem ko samci odidejo, vendar ostanejo v domačem območju. Mlajši samcii se družijo v samskih skupinah, vendar živijo sami, ko postanejo odrasli. Odrasli samci se tropom pridružijo samo s samicami v estrusu. Svinje bradavičarke imajo dve obrazni žlezi: žlezo oklov in žlezo lojnico. Predstavniki obeh spolov začnejo označevati približno šest do sedem mesecev. Samci po navadi označujejo bolj kot samice. Označujejo prostore za spanje in hranjenje ter vodne luknje. Svinje uporabljajo označevanje oklov za dvorjenje, za antagonistično vedenje in za ugotavljanje statusa.
- Sesanje, Narodni park Etoša, Namibija
- Samica z mladiči
- Mladi samci se borijo, Rezervat Tswalu Kalahari, Južna Afrika
- Mlad samec kleči, da zaščiti grlo, Rezervat Tswalu Kalahari, Južna Afrika
- P. a. africanus mladič, Senegal
- Svinja bradavičarka in impala v NP Etoša

Navadne svinje bradavičarke so sezonski rejci. Parjenje se začne v pozni deževni ali zgodnji sušni sezoni, rojevanje pa se začne blizu začetka naslednje deževne sezone. Sistem parjenja je opisan kot "promiskuitetno sovpadanje"; samci imajo odnose z več  samicami, vsakodnevno vedenje samice je nepredvidljivo. Merjasci uporabljajo dve strategiji parjenja. S "taktiko bivanja" bo merjasec ostal in branil določene samice ali zanje dragocen vir. V "taktiki gostovanja" merjasci iščejo godne svinje in tekmujejo zanje. Merjasci bodo počakali, da se svinje pojavijo izven svojih rovov. Prevladujoči merjasec bo izpodrinil katerega koli drugega merjasca, ki prav tako poskuša dvoriti njegovi samici. Ko svinja zapusti svoj brlog, bo merjasec poskušal pokazati svojo prevlado in ji nato sledil. Za "taktiko ostajanja" se spodbuja monogamija, poliginija ženske obrambe ali poliginija za obrambo virov, medtem ko "taktika gostovanja" spodbuja poliginijo prerivanja in tekmovanja.
Običajno obdobje brejosti je pet do šest mesecev. Ko bodo skotile, svinje začasno zapustijo svoje družine, da se prasijo v ločenem brlogu. Leglo je 2–8 pujskov, tipično 2–4. Svinja bo v brlogu ostala več tednov in dojila svoje pujske. Opazili so, da navadne svinje bradavičarke dojijo druge pujske, če izgubijo lastno leglo. Zaradi tega vedenja postanejo zadružne rejke. Zdi se to ni primer napačne identitete ali kraje mleka in je lahko znak sorodstvenega altruizma. Pujski se začnejo pasti pri približno dveh do treh tednih in jih odstavijo v šestih mesecih. Pujski hitro dosežejo mobilnost in ostanejo blizu svojih mater zaradi obrambe.

## Stanje ohranjenosti
Od leta 1999 se ocenjuje, da je populacija navadne svinje bradavičarke v južni Afriki približno 250.000. Tipične gostote se gibljejo med 1 in 10 na km2 na zavarovanih območjih, vendar so lokalne gostote 77 na km2 našli na kratki travi v narodnem parku Nakuru. Vrsta je dovzetna za sušo in lov (zlasti s psi), kar lahko povzroči lokalno izumrtje. Svinja bradavička je prisotna na številnih zavarovanih območjih v svojem obsežnem območju razširjenosti.

## Sorodne vrste
- Metridiochoerus – izumrla orjaška svinja bradavičarka
- Divja svinja